# دوردي بيتروفيتش
دوردي بيتروفيتش (بالصربية السيريلية: Ђорђе Петровић)‏ هو لاعب كرة قدم صربي، ولد في 8 أكتوبر 1999 في بوزرفاك (صربيا) في صربيا. لعب مع نادي تشوكاريتشكي.

## وصلات خارجية
- دوردي بيتروفيتش على موقع الاتحاد الأوربي (الإنجليزية)
- دوردي بيتروفيتش على موقع الدوري الأمريكي (الإنجليزية)
- دوردي بيتروفيتش على موقع قاعدة بيانات كرة القدم.إي يو (الإنجليزية)
- دوردي بيتروفيتش على موقع ليكيب (الفرنسية)
- دوردي بيتروفيتش على موقع ناشيونال فوتبول تيمز (الإنجليزية)
- دوردي بيتروفيتش على موقع Soccerbase.com (لاعب) (الإنجليزية)
- دوردي بيتروفيتش على موقع Soccerway.com (الإنجليزية)
- دوردي بيتروفيتش على موقع عالم كرة القدم.نت (الإنجليزية)